# Ariel Rebel
Ariel Rebel (née le 23 septembre 1985 à Montréal au Québec) est une actrice et mannequin pornographique soft.

## Biographie
Elle a fait des études de styliste à Montréal avant de décider de commencer une carrière de mannequin X. Elle est fan de manga et hentai, 
en 2008 le programme d'affiliation Pancho Dog a lancé un webcomic à son effigie et accessible aux membres de son site. Elle prévoit de lancer son propre programme d'affiliation.
Elle pose généralement seule sur les photos et vidéos de son site ArielRebel.com à part quelques séances où elle pose avec des filles. Elle est aussi apparue sur d'autres sites comme nubiles.net.
Elle a joué en tant que "Cat" dans l'émission de cuisine décalée Pat Le Chef.
Elle tourne également des scènes lesbiennes avec Marc Dorcel où elle a réalisé sa première scène en 2013.

## Récompenses
Prix
- 2007 : BAA Award – Best Solo Girl Site
- 2010 : XBIZ Award – Web Babe/Star de l'année[5]
- 2012 : AVN Award – Best Solo Girl Website of the Year[6]
- 2012 : Miss FreeOnes – Best Adult Model
- 2014 : XBIZ Award – Best Scene
- 2015 : XBIZ Award – Web Star of the Year

Nominations
- 2008 : XBIZ Award – Web Babe de l'année
- 2008 : XBIZ Award – Star de l'année[7]
- 2009 : AVN Award – Web Starlet Of The Year
- 2011 : XBIZ Award – Web Babe of the Year[8]
- 2011 : AVN Award – Best Solo Girl Website[9]
- 2011 : YNOT Award – Best Solo Girl Website[10]
- 2012 : XBIZ Award – Web Babe of the Year[8]

## Apparitions dans des magazines
- Newlook magazine - Octobre Novembre 2013 - Couverture et pages centrales
- SUMMUM Magazine - Août 2013 - Cinq pages + interview exclusive + une recette
- Newlook Pin Up - 9 juin - 6 pages
- Urbania Magazine - Printemps 2009 - Une page + interview exclusive
- SKUNK Magazine Volume 5, Issue 1 - Couverture + Publicité pour la marque Kill[11]
- New Look magazine - Février 2009  couverture et pages centrales
- Lollypops magazine - Février 2009 - Couverture et pages centrales
- FuBARTimes magazine - Volume 3, Numéros 4 2008 - couverture et pages centrales
- Hustler - Barely Legal magazine - Juin 2008
- AVN magazine - Web siren - 2007
- TIGHT magazine - Octobre 2007
- 18Eighteen magazine - Eté 2007 - couverture et pages centrales
- Hustler - Barely Legal magazine - Septembre 2007

## Invitée dans des podcasts
- Épisode 16 du podcast 3 Bières.
- Épisode 104 du criss de podcast.